# 威廉·吕措
威廉·吕措（德語：Wilhelm Lützow，1892年5月19日—1915年10月31日），德国男子游泳运动员。他曾代表德国参加1912年夏季奥林匹克运动会游泳比赛，获得男子200米蛙泳银牌，他也在男子400米蛙泳出赛，但并未完成比赛。